# Gare de Montaignac-Saint-Hippolyte
Gare de Montaignac-Saint-Hippolyte – przystanek kolejowy w miejscowości Montaignac-Saint-Hippolyte, w departamencie Corrèze, w regionie Nowa Akwitania, we Francji. Jest zarządzana przez SNCF i obsługiwana przez pociągi TER Nouvelle-Aquitaine.

## Położenie
Znajduje się na linii Tulle – Meymac, na km 623,115 między stacjami Corrèze i Égletons, na wysokości 620 m n.p.m.

## Linie kolejowe
- Linia Tulle – Meymac